# Politica în Deva

## 2008

### Alegeri pentru funcția de primar al municipiului Deva
Alegerile locale din 1 iunie 2008 pentru primăria Deva au fost câștigate din primul tur de scrutin de Mircia Muntean, PNL, care astfel a obținut al patrulea mandat consecutiv. Rezultatele finale ale alegerilor pentru primăria Deva sunt următoarele:
| Partidul Național Liberal                  | Mircia Muntean            | 15.849 | 58,00% |
| Partidul Democrat-Liberal                  | Ioan Inișconi             | 5.960  | 21,81% |
| Partidul Social Democrat                   | Florian Săndel Ghergan    | 2.588  | 9,47%  |
| Partidul România Mare                      | Nelu Ardelean             | 895    | 3,27%  |
| Uniunea Democrată Maghiară din România     | Ferdinand Zoltan Pogocsan | 723    | 2,64%  |
| Uniunea Populară Social Creștină           | Mircea Muntean            | 474    | 1,73%  |
| Partidul Conservator                       | Simion Molnar             | 400    | 1,46%  |
| Partidul Noua Generație - Creștin Democrat | Ioana Mirela Comșa        | 177    | 0,64%  |
| Partidul Național Democrat Creștin         | Marius Varga              | 115    | 0,42%  |
| Partidul Alianța Socialistă                | Adrian Manuel Dinu        | 73     | 0,26%  |
| Partidul Verde                             | Mircea Dumitru            | 69     | 0,25%  |

### Alegeri pentru Consiliul Local Deva
Rezultatul alegerilor locale din 1 iunie 2008 pentru Consiliul Local Deva a fost următorul:
| Rezultatele alegerilor pentru consiliul local Deva 2008 | Rezultatele alegerilor pentru consiliul local Deva 2008 | Rezultatele alegerilor pentru consiliul local Deva 2008 | Rezultatele alegerilor pentru consiliul local Deva 2008 | Rezultatele alegerilor pentru consiliul local Deva 2008 | Rezultatele alegerilor pentru consiliul local Deva 2008 | Rezultatele alegerilor pentru consiliul local Deva 2008 | Rezultatele alegerilor pentru consiliul local Deva 2008 | Rezultatele alegerilor pentru consiliul local Deva 2008 | Rezultatele alegerilor pentru consiliul local Deva 2008 | Rezultatele alegerilor pentru consiliul local Deva 2008 | Rezultatele alegerilor pentru consiliul local Deva 2008 | Rezultatele alegerilor pentru consiliul local Deva 2008 | Rezultatele alegerilor pentru consiliul local Deva 2008 | Rezultatele alegerilor pentru consiliul local Deva 2008 |
| | Partid                                                  | Voturi                                                  | Procent                                                 | Mandate atribuite                                       | Mandate atribuite                                       | Mandate atribuite                                       | Mandate atribuite                                       | Mandate atribuite                                       | Mandate atribuite                                       | Mandate atribuite                                       | Mandate atribuite                                       | Mandate atribuite                                       | Mandate atribuite                                       | Mandate atribuite                                       |
| --- | ------------------------------------------------------- | ------------------------------------------------------- | ------------------------------------------------------- | ------------------------------------------------------- | ------------------------------------------------------- | ------------------------------------------------------- | ------------------------------------------------------- | ------------------------------------------------------- | ------------------------------------------------------- | ------------------------------------------------------- | ------------------------------------------------------- | ------------------------------------------------------- | ------------------------------------------------------- | ------------------------------------------------------- |
| | Partidul Național Liberal                               | 11.763                                                  | 43,36%                                                  | 10                                                      |                                                         |                                                         |                                                         |                                                         |                                                         |                                                         |                                                         |                                                         |                                                         |                                                         |
| | Partidul Democrat-Liberal                               | 5.174                                                   | 19,07%                                                  | 5                                                       |                                                         |                                                         |                                                         |                                                         |                                                         |                                                         |                                                         |                                                         |                                                         |                                                         |
| | Partidul Social Democrat                                | 3.975                                                   | 14,65%                                                  | 4                                                       |                                                         |                                                         |                                                         |                                                         |                                                         |                                                         |                                                         |                                                         |                                                         |                                                         |
| | Uniunea Democrată Maghiară din România                  | 1.653                                                   | 6,09%                                                   | 1                                                       |                                                         |                                                         |                                                         |                                                         |                                                         |                                                         |                                                         |                                                         |                                                         |                                                         |
| | Partidul România Mare                                   | 1.491                                                   | 5,49%                                                   | 1                                                       |                                                         |                                                         |                                                         |                                                         |                                                         |                                                         |                                                         |                                                         |                                                         |                                                         |
| sub 5% din voturi, fără mandate atribuite: |                                                         |                                                         |                                                         |                                                         |                                                         |                                                         |                                                         |                                                         |                                                         |                                                         |                                                         |                                                         |                                                         |                                                         |
| | Partidul Conservator                                    | 1.079                                                   | 3,97%                                                   | 0                                                       |                                                         |                                                         |                                                         |                                                         |                                                         |                                                         |                                                         |                                                         |                                                         |                                                         |
| | Partidul Național Țărănesc Creștin Democrat             | 487                                                     | 1,79%                                                   | 0                                                       |                                                         |                                                         |                                                         |                                                         |                                                         |                                                         |                                                         |                                                         |                                                         |                                                         |
| | candidat independent                                    | 349                                                     | 1,28%                                                   | 0                                                       |                                                         |                                                         |                                                         |                                                         |                                                         |                                                         |                                                         |                                                         |                                                         |                                                         |
| | Partidul Noua Generație - Creștin Democrat              | 287                                                     | 1,05%                                                   | 0                                                       |                                                         |                                                         |                                                         |                                                         |                                                         |                                                         |                                                         |                                                         |                                                         |                                                         |
| | Partidul Inițiativa Națională                           | 206                                                     | 0,75%                                                   | 0                                                       |                                                         |                                                         |                                                         |                                                         |                                                         |                                                         |                                                         |                                                         |                                                         |                                                         |
| | candidat independent                                    | 148                                                     | 0,54%                                                   | 0                                                       |                                                         |                                                         |                                                         |                                                         |                                                         |                                                         |                                                         |                                                         |                                                         |                                                         |
| | Partidul Național Democrat Creștin                      | 131                                                     | 0,48%                                                   | 0                                                       |                                                         |                                                         |                                                         |                                                         |                                                         |                                                         |                                                         |                                                         |                                                         |                                                         |
| | Partidul Alianța Socialistă                             | 87                                                      | 0,32%                                                   | 0                                                       |                                                         |                                                         |                                                         |                                                         |                                                         |                                                         |                                                         |                                                         |                                                         |                                                         |
| | Partida Romilor „Pro Europa”                            | 84                                                      | 0,30%                                                   | 0                                                       |                                                         |                                                         |                                                         |                                                         |                                                         |                                                         |                                                         |                                                         |                                                         |                                                         |
| | Uniunea Populară Social Creștină                        | 82                                                      | 0,30%                                                   | 0                                                       |                                                         |                                                         |                                                         |                                                         |                                                         |                                                         |                                                         |                                                         |                                                         |                                                         |
| | Partidul Verde                                          | 80                                                      | 0,29%                                                   | 0                                                       |                                                         |                                                         |                                                         |                                                         |                                                         |                                                         |                                                         |                                                         |                                                         |                                                         |
| | Forța Democrată                                         | 27                                                      | 0,09%                                                   | 0                                                       |                                                         |                                                         |                                                         |                                                         |                                                         |                                                         |                                                         |                                                         |                                                         |                                                         |
| | Alianța pentru Unitatea Rromilor                        | 20                                                      | 0,07%                                                   | 0                                                       |                                                         |                                                         |                                                         |                                                         |                                                         |                                                         |                                                         |                                                         |                                                         |                                                         |
| | Total                                                   | 27.123                                                  | 100,00%                                                 | 21                                                      |                                                         |                                                         |                                                         |                                                         |                                                         |                                                         |                                                         |                                                         |                                                         |                                                         |
| Notă: procentele se referă la numărul de voturi valabil exprimate, nu la numărul de mandate obținute (după redistribuirea voturilor nule și a voturilor pentru partile care nu au depășit pragul electoral). |                                                         |                                                         |                                                         |                                                         |                                                         |                                                         |                                                         |                                                         |                                                         |                                                         |                                                         |                                                         |                                                         |                                                         |